# Gallicant
Gallicant es uno de los barrios más antiguos de La Garriga, situado a las afueras del núcleo urbano, justo junto al término municipal de Figaró-Montmany. Nació de un caserío llamado de Gallicant, y por este pasaba la antigua vía romana que conducía a Vich. Hay edificaciones datadas en 1720.
- Datos: Q5874878
- Multimedia: Gallicant (Arbolí) / Q5874878